# Небезпечні властивості природного газу

Небезпечні властивості природного газу — токсичність, вибуховість, горіння природного газу.

## Токсичність
Небезпечною властивістю природних газів є їх токсичність, що залежить від складу газів, здатності їх при з'єднанні з повітрям утворювати вибухонебезпечні суміші, займисті від електричної іскри, полум'я та інших джерел вогню.
Чисті метан і етан не отруйні, але при нестачі кисню в повітрі викликають задуху.
Природний газ створює задушливу дію на організм людини. Із газових компонентів природних і нафтових газів особливо токсичним є сірководень, його запах відчувається при вмісті в повітрі 0,0014–0,0023 мг/л. Сірководень — отрута, що викликає параліч органів дихання й серця. Концентрація сірководню 0,06 мг/л викликає головний біль. При концентраціях 1 мг/л і вище настають гостре отруєння і смерть.
Гранично допустима концентрація сірководню в робочій зоні виробничих приміщень — 0,01 мг/л, а в присутності вуглеводнів С1-С5 — 0,003 мг/л.

## Вибуховість
Природні гази при з'єднанні з киснем і повітрям утворюють горючу суміш, яка при наявності джерела вогню (полум'я, іскри, розпечених предметів) може вибухати з великою силою. Температура займання природних газів тим менша, чим вища молекулярна маса. Сила вибуху зростає пропорційно тиску газоповітряної суміші.
Природні гази можуть вибухати лише при певних межах концентрації газу в газоповітряній суміші: від деякого мінімуму (нижча межа вибуховості) до деякого максимуму (вища межа вибуховості).
Нижча межа вибуховості газу відповідає такому вмісту газу в газоповітряній суміші, при якому подальше зменшення його робить суміш невибуховою. Нижча межа характеризується кількістю газу, достатньою для нормального протікання реакції горіння.
Вища межа вибуховості відповідає такому вмісту газу в газоповітряній суміші, при якому подальше його збільшення робить суміш невибуховою. Вища межа характеризується вмістом повітря (кисню), недостатнім для нормального протікання реакції горіння.
З підвищенням тиску суміші значно зростають межі її вибуховості. При вмісті інертних газів (азот та ін.) межі займистості сумішей також зростають.
Сила вибуху максимальна, коли вміст повітря в суміші наближається до кількості, теоретично необхідної для повного згоряння.
При концентрації газу в повітрі в межах займання і при наявності джерела запалення станеться вибух; якщо ж газу в повітрі менше нижньої межі або більше верхньої межі займання, то суміш не здатна вибухнути. Струмінь газової суміші з концентрацією газу вищою верхньої межі займання, попадаючи в об'єм повітря і змішуючись з ним, згоряє спокійним полум'ям. Швидкість поширення фронту хвилі горіння при атмосферному тиску становить близько 0,3 — 2,4 м/с. Нижнє значення швидкостей — для природних газів, верхнє — для водню.
Детонаційні властивості вуглеводнів парафінового ряду. Детонаційні властивості проявляються від метану до гексану, октанове число яких залежить як від молекулярної маси, так і від будови самих молекул. Чим менша молекулярна маса вуглеводню, тим менші його детонаційні властивості, тим вище його октанове число.

## Горіння
Горіння і вибух — однотипні хімічні процеси, але різко відрізняються за інтенсивністю реакції, що протікає. Під час вибуху реакція в замкнутому просторі (без доступу повітря до вогнища займання вибухонебезпечної газоповітряної суміші) відбувається дуже швидко.
Швидкість поширення детонаційної хвилі горіння при вибуху (900 ‒ 3000 м/с) в кілька разів перевищує швидкість звуку в повітрі при кімнатній температурі.